# Качикасы
Качикасы́ (чув. Качикасси) — деревня в Ядринском районе Чувашской Республики. Входит в состав Старотиньгешского сельского поселения.

## География
Находится в западной части Чувашии, на расстоянии приблизительно 18 км на восток-юго-восток по прямой от районного центра города Ядрин на правобережье речки Хоршеваш.

## История
Известна с 1795 года, когда здесь (тогда выселок села Никольское, Шуматово тож, ныне село Советское Ядринского района) было 16 дворов. В 1858 году было учтено 134 жителя, в 1897—209, в 1926 — 57 дворов, 277 жителей, в 1939—311 жителей, в 1979—182. В 2002 году было 39 дворов, в 2010 — 29 домохозяйств. В 1929 году был образован колхоз «Машина».

## Население
Постоянное население составляло 93 человека (чуваши 99 %) в 2002 году, 82 в 2010.